# Trischistoma pellucidum
Trischistoma pellucidum is een rondwormensoort uit de familie van de Tripylidae. De wetenschappelijke naam van de soort is voor het eerst geldig gepubliceerd in 1913 door Cobb.